# Eutícrates
Eutícrates  (en llatí Euthycrates, en grec antic Εὐθυκράτης) fou un escultor grec que Plini el Vell situa vers el 300 aC, a l'Olimpíada 120.
Va ser el fill i deixeble distingit de Lisip al que en part va imitar sense aconseguir la seva gràcia i esveltesa, preferint realisme a elegància expressiva, segons diu Plini el Vell (Naturalis Historia XXXIV, 8). Aquesta característica del seu estil es veia en una estàtua d'Hèracles a Delfos i estàtues d'Alexandre el Gran, el caçador Testi, i els Testíades, els oncles de Melèagre morts durant la cacera del Senglar de Calidó, entre d'altres que enumera Plini, però en un passatge corrupte que no es pot llegir. Tacià diu que va fer estàtues de cortesanes.